# Phim 3D

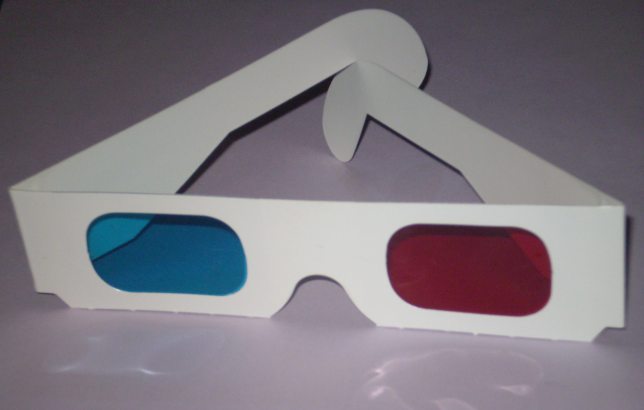
Kính dùng để xem phim 3D

3D là tên viết tắt của từ 3-Dimension (3 chiều), đi liền với khái niệm "đồ họa 3D" - tức là những hình ảnh được dựng nên một cách sống động như thật với sự trợ giúp của các phần mềm đồ họa vi tính. Kỹ thuật này lần đầu tiên được biết đến vào năm 1995 với bộ phim hoạt hình Toy Story (Câu chuyện đồ chơi) của hãng phim Walt Disney. Có thể kể đến một số bộ phim nổi bật cho thể loại 3D này như Shrek, Finding Nemo, The Incredibles, Happy Feet, Surf's Up, Wall-E, Up... Vì lẽ đó mà công nghệ Real 3-D – không gian ba chiều "thật" đã ra đời. Khác với công nghệ phim 3D trước kia, vốn chỉ là những phim hoạt hình có các hình khối được dựng trong không gian ba chiều, nhưng nó vẫn bị giới hạn bởi không gian phẳng (2D) của màn hình, thì công nghệ Real 3-D làm cho người xem có cảm giác như những hình khối đó hoàn toàn thoát ra khỏi màn hình. Điều này khiến cho hình ảnh trên phim trở nên sâu và thật hơn rất nhiều. Bộ phim được coi là làm theo công nghệ 3-D đầu tiên đã ra đời vào năm 1953. Đó là bộ phim House of Wax của đạo diễn người Mỹ gốc Hungari, André de Toth. Nhưng chỉ đến cho tới khi bộ phim hoạt hình Chicken Little (2005) của hãng Walt Disney đạt được những thành công rực rỡ (thu về gần 100 triệu USD chỉ trong tháng công chiếu đầu tiên) thì công nghệ Real 3-D mới được các nhà làm phim chú ý đến. Nhận thấy được tiềm năng cũng như lợi nhuận khổng lồ mà những bộ phim 3-D này mang lại, các nhà làm phim Hollywood đã quyết định đầu tư lớn hơn vào công nghệ 3-D. Và quả thật, những thành công sau đó đã cho thấy những sự mạo hiểm là hoàn toàn sáng suốt: Ice Age 2 có doanh thu gần 200 triệu USD chỉ riêng tại Mỹ, Shark Tale thì thu về 363 triệu USD, Madagascar đạt 525 triệu USD ở thị trường Mỹ... Chính vì nhận thức được điều này mà đạo diễn lừng danh James Cameron đã quyết định cho thực hiện dự án Avatar (phim 2009) vốn đã ấp ủ gần 11 năm trời của mình. Khác với những bộ phim hoạt hình 3-D trước đó chỉ dựng hoàn toàn bằng máy tính, James Cameron đã sử dụng một loại máy quay phim kĩ thuật số 3-D tiên tiến có hai ống kính song song, có thể định vị được những tiêu điểm khác nhau, thích hợp với từng địa hình quay và những hình ảnh này được sẽ được hiện ngay trực tiếp trên máy tính để có thể chỉnh sửa một cách tùy ý.Có thể nói chính nhờ phương pháp này mà bộ phim Avatar đã trở thành một trong những người đi tiên phong mở ra "một trang sử mới cho lĩnh vực điện ảnh".

## Nguyên lý hoạt động của 3-D
Các bộ phim được làm theo công nghệ 3-D nói chung đều dựa theo nguyên lý sự tạo ảnh 3 chiều từ hai mắt, sự chìm hay nổi của một vật phụ thuộc vào cách nhìn người quan sát. Chẳng hạn khi nhìn hai hình ảnh của một vật sát cạnh nhau, nếu như mắt trái nhìn vào ảnh bên phải còn mắt phải nhìn vào ảnh bên trái, thì ta sẽ cảm tưởng như vật đó đang nổi ra khỏi khung hình. Và ngược lại thì vật đó sẽ "lõm" xuống.Lợi dụng điều này, các nhà làm phim 3-D sẽ quay thành hai phim, từ hai góc nhìn khác nhau tương ứng với hoạt động của hai con mắt. Những hình ảnh này khi qua não bộ, chúng sẽ chập lại tạo thành những hình ảnh không gian ba chiều. Và vì kĩ thuật 3-D này chủ yếu là dựa vào sự tổng hợp ảnh từ 2 mắt tạo nên những người có tật về mắt sẽ khó có thể xem được những bộ phim 3-D.

## Kỹ thuật quay phim 3-D
Đầu tiên, như đã biết, người ta sẽ sử dụng một camera khổng lồ trang bị hai ống kính lệch pha (một dành cho mắt trái và một cho mắt phải) để ghi hình cùng lúc từ hai góc nhìn, trên hai cuốn phim khác nhau.au đó khi đưa vào phòng chiếu, người ta sử dụng máy chiếu phim có hai ống kính, qua đó chuyển tải hai băng hình khác nhau. Một thiết bị đặc biệt đưa lên màn ảnh quang cảnh dành cho mắt trái và mắt phải cùng lúc để tạo nên ảnh 3 chiều. Tuy nhiên, khán giả sẽ không thể xem được những hình ảnh này ngay vì chúng sẽ xuất hiện rất nhòe trên màn ảnh, mà bắt buộc phải mang một cặp kính làm bằng chất liệu đặc biệt (thường là bằng thủy tinh lỏng). Sau đó, qua một tín hiệu hồng ngoại đồng bộ với máy chiếu phim chiếu từ xa sẽ làm một bên mắt kính bị mờ và bên kia trong suốt, khi đó người xem mới cảm nhận được những hình ảnh 3 chiều trên màn ảnh.Tuy nhiên, trong Avatar, đạo diễn James Cameron còn đưa ra ý tưởng khác khi dùng ba màn ảnh rộng, tạo thành một đường cong khổng lồ bao trùm cả tầm nhìn. Mỗi màn ảnh đó sẽ được chiếu bằng loại phim 65mm, nghĩa là gấp đôi loại phim nhựa 35mm vẫn thường dùng, để có được ảnh to, rõ và sáng hơn. Ngoài ra sẽ có tổng cộng sáu máy chiếu phim tạo ra sáu góc nhìn khác nhau, thay vì 2 máy chiếu như bình thường để tạo ảo giác hoàn hảo và phim cũng được chiếu với tốc độ nhanh hơn 30 ảnh/giây thay vì 24 ảnh/giây làm cho chuyển động của các nhân vật trong phim cũng trở nên nhuần nhuyễn hơn.Do có sự phức tạp, đòi hỏi đến các kĩ thuật hiện đại đến như vậy nên việc làm nên các bộ phim 3-D quả thật rất "nặng đô-la". Chính vì thế nên các nhà làm phim đã nghĩ ra được một phương pháp khác có thể tiết kiệt được một khoản chi phí lớn, đó là bằng cách chuyển đổi những bộ phim dạng 2-D (phẳng) sang 3-D (nổi), hay người ta vẫn thường gọi đùa là phim "giả 3-D"

## Các dạng công nghệ 3-D
Hiện nay trên thế giới, có rất nhiều loại công nghệ Real 3-D như Anaglyph, Real D, Dolby, Prisma… nhưng phổ biến nhất và thường dùng trong các rạp chiếu phim nhất vẫn là hai công nghệ Dolby và Real D.Công nghệ Real D dựa theo nguyên lý phân cực để tạo hiệu ứng nổi 3D, bao gồm hai máy chiếu giống hệt nhau được đồng bộ hóa, phân cực hóa, và cùng chiếu lên một màn ảnh (phủ một chất liệu đặc biệt chống khử cực, thường là một lớp bạc) nhằm làm giảm độ sáng cho phim.Trong khi đó, ưu thế của công nghệ Dolby so với Real D chính là Dolby dễ lắp đặt, hoàn toàn có thể chiếu được ngay trên màn hình trắng thông thường và kính đeo có thể tái sử dụng nhiều lần (trong khi kính dùng cho công nghệ Real-D chỉ có thể sử dung 1 lần). Ngoài ra có thể kể đến công nghệ Imax 3D dành chiếu riêng cho những rạp Imax có kích thước hình vòm khổng lồ ngang bằng một tòa nhà.Hay là công nghệ Anaglyph thường dùng ở các rạp chiếu phim tại gia bằng các loại kính khá phổ biến trên thị trường như Anaglyph Red/Cyan (Đỏ/Xanh) và Anaglyph Green/Magenta (Hồng/ xanh dương).